# Primera División de Montenegro 2022-23
La Primera División de Montenegro 2022-23 es la edición número 17 de la Primera División de Montenegro. La temporada comenzó el 23 de julio de 2022 y terminara en junio de 2023.
Sutjeska Nikšić es el campeón defensor tras ganar su quinto título la temporada anterior.

## Ascensos y descensos
| Pos. | Descendidos de Primera División 2021-22 |
| ---- | --------------------------------------- |
| 9.º  | Podgorica                               |
| 10.º | Zeta                                    |

| Pos. | Ascendidos de Segunda División 2021-22 |
| ---- | -------------------------------------- |
| 1.º  | Jedinstvo                              |
| 2.º  | Arsenal Tivat                          |

## Sistema de competición
Los 10 equipos participantes jugaran entre sí todos contra todos, cuatro veces totalizando 36 partidos cada uno, al término de la jornada 36 el primer clasificado obtendrá un cupo para la ronda preliminar de la Liga de Campeones 2023-24, mientras que el segundo clasificado obtendrá un cupo para la Primera ronda de la Liga Europa Conferencia 2023-24. Por otro lado el último clasificado descenderá a la Segunda División de Montenegro 2023-24, mientras que los dos penúltimos jugaran los Play-offs de descenso contra el segundo y tercero de la Segunda División de Montenegro 2022-23 para determinar quien participará en la Primera División de Montenegro 2023-24.
Un segundo cupo para la primera ronda de la Liga Europa Conferencia 2023-24 será asignado al campeón de la Copa de Montenegro.

## Equipos participantes
FK Podgorica (descendido después de tres años consecutivos en primera división) y Zeta (nunca descendido de primera división) fueron descendidos luego de perder el play-off de descenso y terminar décimo en la pasada temporada respectivamente. Jedinstvo (ascendido luego de cinco años de ausencia) y Arsenal (ascendido por primera vez en su historia) serán los reemplazantes en liga luego de conseguir la promoción desde la Segunda División de Montenegro.
| Equipo    | Ciudad       | Estadio                  | Capacidad |
| --------- | ------------ | ------------------------ | --------- |
| Arsenal   | Tivat        | Stadion u Parku          | 2,000     |
| Budućnost | Podgorica    | Stadion pod Goricom      | 15,230    |
| Dečić     | Tuzi         | Stadion Tuško Polje      | 2,000     |
| Iskra     | Danilovgrad  | Stadion Braće Velašević  | 2,500     |
| Jedinstvo | Bijelo Polje | Gradski stadion          | 5,000     |
| Jezero    | Plav         | Stadion Pod Racinom      | 2,500     |
| Mornar    | Bar          | Stadion Topolica         | 2,500     |
| Petrovac  | Petrovac     | Stadion Mitar Mićo Goliš | 1,630     |
| Rudar     | Pljevlja     | Stadion pod Golubinjom   | 5,140     |
| Sutjeska  | Nikšić       | Stadion kraj Bistrice    | 5,214     |

## Clasificación
| Pos. | Equipo        | Pts. | PJ | G  | E  | P  | GF | GC | Dif. | Clasificados y descensos 2023-24                          |
| ---- | ------------- | ---- | -- | -- | -- | -- | -- | -- | ---- | --------------------------------------------------------- |
| 1    | Budućnost (C) | 70   | 36 | 20 | 10 | 6  | 61 | 37 | +24  | Ronda Preeliminar de la Liga de Campeones                 |
| 2    | Sutjeska      | 70   | 36 | 20 | 10 | 6  | 75 | 34 | +41  | Primera fase clasificatoria de la Liga Europa Conferencia |
| 3    | Arsenal Tivat | 50   | 36 | 13 | 11 | 12 | 39 | 39 | 0    | Primera fase clasificatoria de la Liga Europa Conferencia |
| 4    | Dečić         | 50   | 36 | 12 | 14 | 10 | 44 | 37 | +7   |                                                           |
| 5    | Jedinstvo     | 47   | 36 | 13 | 8  | 15 | 43 | 54 | −11  |                                                           |
| 6    | Petrovac      | 45   | 36 | 11 | 12 | 13 | 50 | 57 | −7   |                                                           |
| 7    | Jezero        | 43   | 36 | 10 | 13 | 13 | 35 | 38 | −3   |                                                           |
| 8    | Mornar (O)    | 42   | 36 | 11 | 9  | 16 | 30 | 41 | −11  | Promoción de descenso                                     |
| 9    | Rudar (O)     | 38   | 36 | 9  | 11 | 16 | 36 | 51 | −15  | Promoción de descenso                                     |
| 10   | Iskra (D)     | 31   | 36 | 7  | 10 | 19 | 33 | 58 | −25  | Descenso a Segunda División de Montenegro                 |

Actualizado a los partidos jugados el 25 de mayo de 2023.
 Fuente: Football Association of Montenegro, Soccerway
Criterios de clasificación: Puntos • Puntos directos • Diferencia de gol directa • Goles marcados directos • Diferencia de gol • Goles marcados • Sorteo.
Notas:
1. ↑  Sutjeska clasificó a la Liga Europa Conferencia por ser el campeón de la Copa de Montenegro 2022-23 por lo que el cupo de liga pasó al siguiente clasificado, en este caso al tercer lugar.

## Play-off de descenso
| 30 de mayo de 2023 | Kom                 | 1:1 (1:0) | Rudar        | Stadion Zlatica, Podgorica |  |
| 19:00              | Knežević 21' (pen.) |           | 82' Janketić |                            |  |

| 3 de junio de 2023 | Rudar | 3-2 | Kom | Gradski Stadion, Pljevlja |  |

| 30 de mayo de 2023 | Mornar                      | 2:0 (1:0) | Berane | Stadion Topolica, Bar |  |
| 20:00              | - Raičević 8' - Michael 65' |           |        |                       |  |

| 3 de junio de 2023 | Berane | 0-2 | Mornar | Gradski Stadion, Berane |  |